# Vente sur offres
Une vente sur offres est une forme particulière de vente aux enchères. Elle est souvent utilisée dans le commerce philatélique car elle a été créée par le marchand de timbres Octave Roumet en 1927.
Pour réaliser une vente sur offres, un marchand de timbres doit d'abord rassembler un ensemble de lots pouvant par exemple être constitués d'un ou de plusieurs timbres, enveloppes ou autres documents philatéliques. Le regroupement de plusieurs documents dans un même lot peut être justifié par la nécessité que les lots aient une valeur suffisante pour justifier les frais d'organisation de la vente et d'impression du catalogue.
Puis il édite un catalogue de vente sur offres présentant les lots et la valeur de mise à prix que le propriétaire du lot (ou le marchand lui-même) a choisie. Les collectionneurs ont quelques semaines pour renvoyer leurs offres d'achat. Le lot est acheté par celui qui a proposé le plus fort prix, mais il paye le prix offert par le second enchérisseur auquel s'ajoute un petit incrément (qui permet de simuler une vente aux enchères classique). Des frais peuvent également s'y ajouter (en particulier les frais d'envoi). Dans le cas où plusieurs offres identiques se présentent pour un même lot, celui-ci est généralement attribué en fonction de la date d’arrivée de l’ordre d’achat: le premier ordre reçu remporte le lot.
Le catalogue de vente sur offres peut également être diffusé sur Internet.
Après une vente, le marchand publie la liste des prix atteints, ce qui permet aux collectionneurs de comparer la valeur et l'engouement pour des pièces précises (tel timbre, telle oblitération...) avec les cotes des catalogues de timbres.
La vente sur offre est donc un système d'enchère bien précis, qui ne doit pas être confondue avec les systèmes classiques d'enchères sur internet.